# Kremlin de Toula
Pour les articles homonymes, voir Kremlin (homonymie).

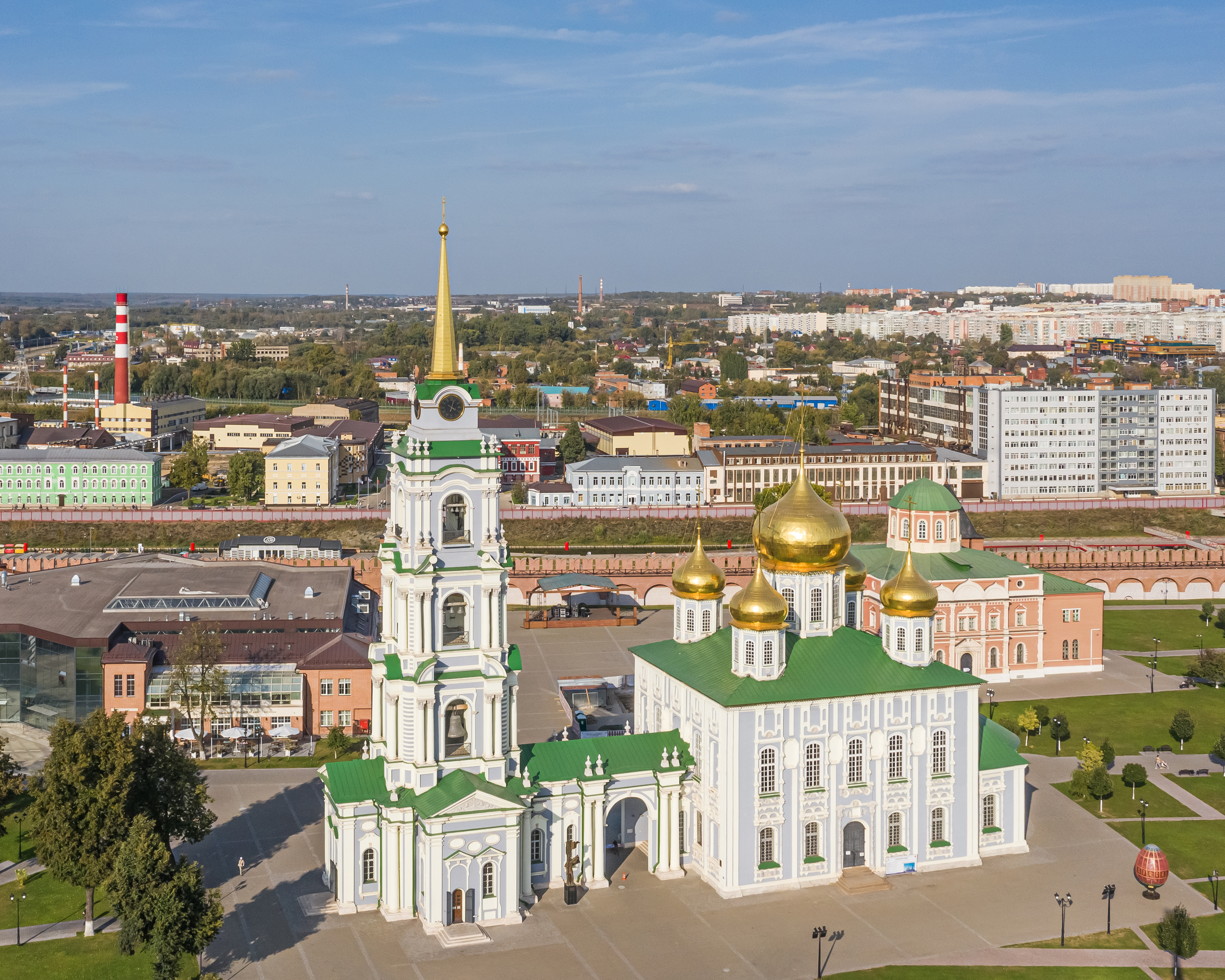
Cathédrale de l'Assomption

Le Kremlin de Toula (russe : Тульский кремль) est une forteresse de Toula, en Russie, construite au début du XVIe siècle. Le Kremlin compte deux cathédrales, la cathédrale de l'Assomption (1762-1766), et la cathédrale de l'Épiphanie (1855-1863).

## Histoire
En 1507, Vassili III donne l'ordre de construire une forteresse en chêne à Toula, sur la rive gauche de la rivière Upa. En 1514, dans une forteresse en chêne, semblable au Kremlin de Moscou, Vassili III ordonna la construction de la « ville de pierre », édifiée en 1520 (1521).
En 1552, elle fut assiégée par le khan de Crimée Devlet Ier Giray. A cette époque, le tsar Ivan IV était en campagne contre Kazan. La population urbaine se battait avant l'arrivée des renforts de l'armée du tsar en provenance de Kolomna. La première pierre est posée, près de la tour de la porte Ivanovskaya, en mémoire de ces événements.
Dans la seconde moitié du XVIe siècle, autour du Kremlin de pierre fut créée la Posad, une forteresse en bois dix fois plus grande que le Kremlin de pierre. Cette zone constituait à l'époque la frontière de Toula.
En 1605, une cloche informa les habitants de l'arrivée du «faux Dmitri Ier» et Toula devint en deux semaines la pseudo capitale de l'État de Moscou. C'est alors ici que viennent prêter serment d'allégeance les boyards et nobles.

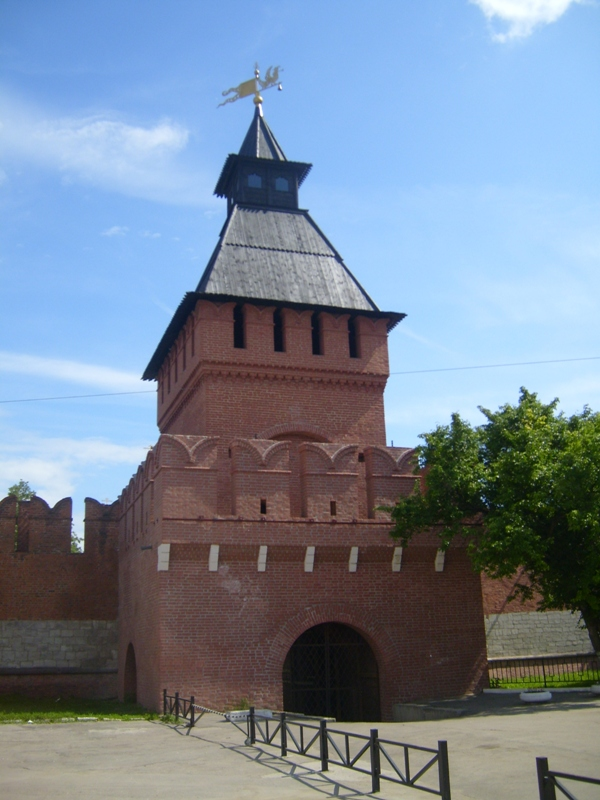
Tour de la porte Piatnitski

En 1607, pendant une première guerre des paysans, Toula devient le refuge de leur chef de file Ivan Bolotnikov. Avec l'aide de personnes qui lui sont fidèles, il conserve le contrôle du Kremlin pendant quatre mois. En 1608, les dirigeants du mouvement paysan, Ivan Bolotnikov et Ileiko Muromets, sont assiégés au Kremlin de Toula par le tsar Vassili Chouïski. Le Kremlin résiste longtemps au siège mais fini par ouvrir ses portes grâce à la création d'un barrage sur la rivière Upa : l'eau de la rivière inonde le Kremlin et les paysans se rendent. En mémoire de ces événements, un obélisque est érigé au Kremlin de Toula en 1953.
Au milieu du XVIIe siècle, le Kremlin perd complètement son importance, notamment après la réunification de l'Ukraine et de la Russie, à l'époque de Pierre le Grand ; perdant leur rôle stratégique, les forteresses ne sont plus mentionnées dans les registres.
Des travaux de réparation du Kremlin sont effectués à la fin du XVIIIe et au XIXe siècle ; en 1930, les murs du Kremlin sont retirés, puis tous les bâtiments délabrés sont abattus dans les années 1950 ; une rénovation partielle est effectuée et, au milieu des années 1960, une restauration scientifique complète est réalisée afin de restaurer l'aspect originel du Kremlin.
En 2012, une fondation caritative appelée « Kremlin de Toula » est créée, comptant plus de 1600 bienfaiteurs, afin de récolter des fonds pour la restauration du Kremlin. La même année, sur ces dons, un drainage est effectué d'une tour à l'autre de la porte d'eau d'Odoevskogo. 
De 2012 à 2014, le Kremlin fait l'objet d'une reconstruction à grande échelle des murs ; et des plantes qui y étaient implantées depuis le début du 20e siècle y sont cultivées.
En 2013, des travaux sont réalisés pour restaurer et améliorer les centres commerciaux, installer un nouveau chapiteau, la tour Naugolnykh et restaurer les créneaux sur le mur entre les tours Nikita et Ivanovo. Dans le même temps, le fonds restaure la cathédrale de l'Assomption, dont la façade reçoit une couleur grise et les coupoles sont recouvertes de feuilles d'or. Le clocher, détruit dans les années 1930, est également rebâti.
Depuis 2014, la reconstruction de l'ancienne sous-station est effective. Faisant partie du complexe muséal (atrium), elle se compose de quatre salles d'exposition : le Musée d'histoire militaire de l'oblast de Toula, le Musée d'art populaire de la région de Toula, les samovars de Toula et le Musée et Musée de l'histoire du Kremlin de Toula. Le complexe comprend une salle qui accueille des expositions temporaires, et organise des forums, des réunions et des conférences.

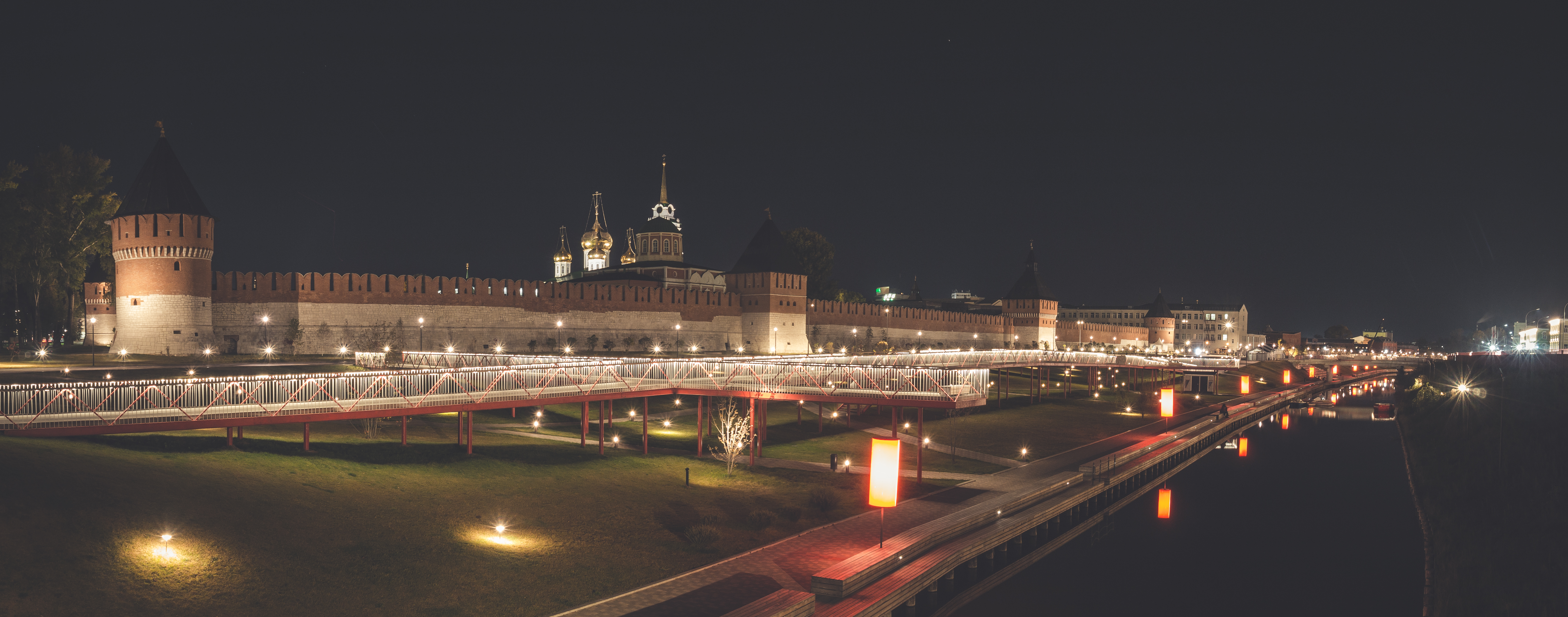
Vue nocturne du Kremlin de Toula depuis le quai de Kazan.

## Tours

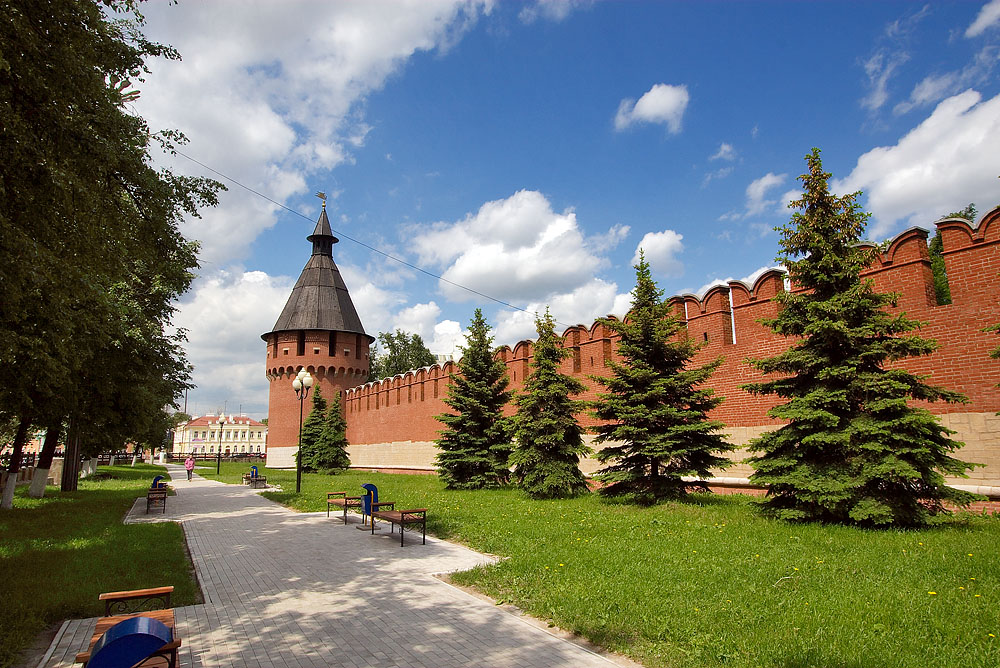
Tour Spasskaïa.

- Tour Spasskaïa (du Sauveur)
- Tour de la porte Odoïevski
- Tour Nikitinskaïa (de Nikitine)
- Tour de la porte Ivanovski
- Tour Ivanovskaïa
- Tour de Pogrebou
- Porte de la Tour de l'Eau
- Tour Naougolnaïa
- Tour de la porte Piatnitski